# گولی‌یلمو بارنابو
گولی‌یلمو بارنابو (ایتالیایی: Guglielmo Barnabò؛ ‏ ۱۱ مهٔ ۱۸۸۸ – ۳۱ مهٔ ۱۹۵۴) هنرپیشه اهل ایتالیا بود. 
از فیلم‌هایی که وی در آن نقش داشته است، می‌توان به آتول کا، فابیولا، مادلتا ، نمره اخلاق صفر، معجزه در میلان، چرخ و فلک ناپل، توتو تارزان، آدم و حوا، به من نگو!، خیمه‌شب‌بازی، گذرنامه سرخ، شاهزاده سیندرلا، میهمان یک‌شبه، شیپیو آفریکانوس: شکست هانیبال، مانون لسکو و اتصال کوتاه اشاره کرد.